# Kurder
Kurder (Kurdiska: کورد, Kurd ) är en folkgrupp som lever i delar av Iran, Irak, Syrien och främst Turkiet. Detta område kallas ofta Kurdistan men har aldrig utgjort någon egen stat. De talar olika kurdiska språk, som tillhör den nordvästiranska språkgruppen inom den indoeuropeiska språkfamiljen.
Kurdiska minoriteter finns också i grannländerna, främst Libanon, Armenien och Georgien. Under historien har kurder deporterats till bl.a. östra Iran och Afghanistan där det fortfarande finns stora kurdiska minoriteter. Efter migration och flykt finns en stor kurdisk diaspora i Västeuropa och Nordamerika.
Sedan urminnes tider är  kurder dels bofasta, dels nomader.

## Ordets ursprung
Ordet "kurd" har inte helt klarlagt ursprung och det finns lösa teorier som härleder det så långt tillbaka som till 3000-talet f.Kr. Den romerske historikern Polybios (100-talet f.Kr) och geografen Strabon (00-talet f.Kr) nämner kurder, och senare romerska författare använder ordet för en folkgrupp i provinsen Medien och delar av Anatolien. Det äldsta vetenskapliga belägget för användningen av ordet går tillbaka till sasanidisk tid (200–600-talen e.Kr.).  I medelpersiska källor används ordet 𐭪𐭥𐭫𐭲 kwrt- för att beteckna nomader oavsett vilket språk de talar, vilket brukar tolkas som att "kurd" ursprungligen betydde "nomad".

## Språk
Det som ofta kallas kurdiska är inte ett utan flera olika besläktade språk, som tillhör den indoeuropeiska språkgruppen. De två huvudspråken är sorani som talas i hela södra Kurdistan och kurmanji som talas i norra delarna av Kurdistan. Inom dessa finns ett stort antal talade dialekter, som kan skilja sig mycket från varandra. Många kurder talar även turkiska, persiska eller arabiska som andraspråk beroende på vilken stat de lever i.
För kurdiska används tre olika alfabet. I norra delarna av Kurdistan (Syrien och Turkiet) där de flesta kurder är kurmanjitalande används det latinska alfabetet. I hela södra Kurdistan (Irak och Iran) där de flesta kurder är soranitalande används en variant av det arabiska alfabetet.  Yekgirtu, som bland annat används i kurdiska media, är en form av latinska bokstäver som är förenklat och anpassat till både soranitalande kurder och kurmanjitalande kurder.[källa behövs]

## Religion
De flesta kurder bekänner sig till den sunnitiska grenen av islam, men ungefär en femtedel även till shiitisk islam. Ett betydande antal alevitiska kurder bor i Turkiet. I jämförelse med andra folk i området spelar religionen relativt liten roll i den kurdiska kulturen.
I Irak och Syrien bor uppskattningsvis mellan en och två miljoner yasidier vilket motsvarar ungefär 8 procent av den totala kurdiska befolkningen och därmed är yazdanismen idag den största religionen bland kurderna efter islam.
Kurderna firar nyår newroz på vårdagjämningen; i Iran heter högtiden nouruz. Till skillnad från de religiösa högtiderna firas newroz överallt i Kurdistan, oavsett religiös tillhörighet.

## Historia

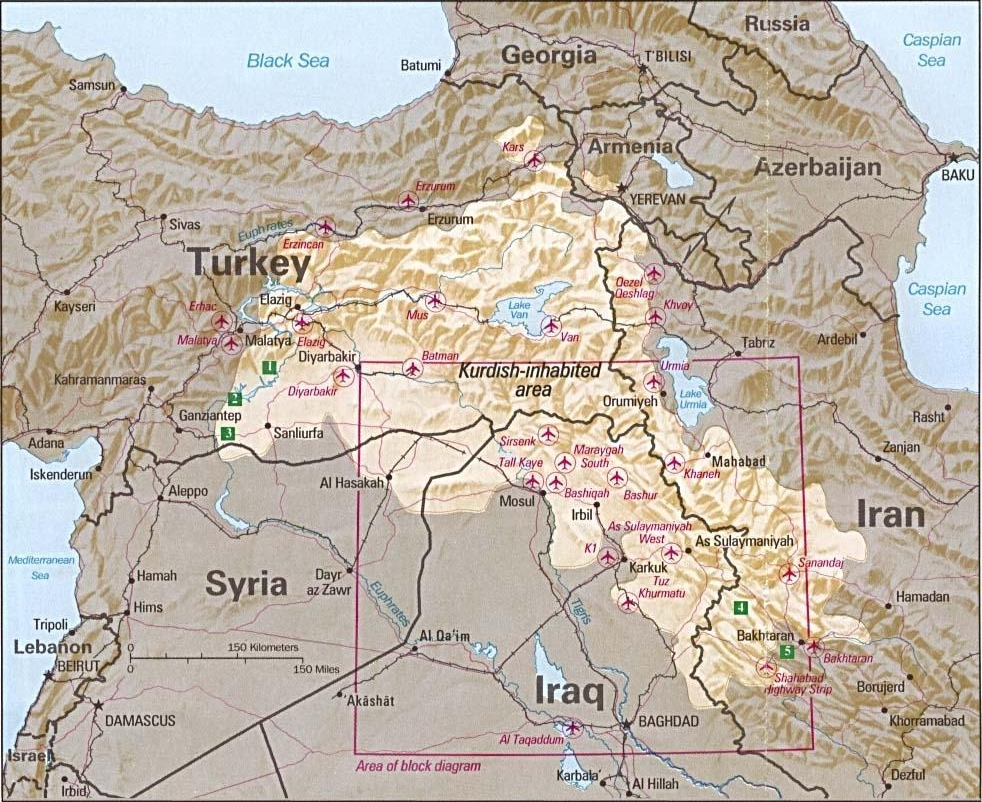
Område i Mellanöstern bebott av kurder, enligt CIA (1992).

Huvudartikel: Kurdernas historia

## Kurder i olika länder

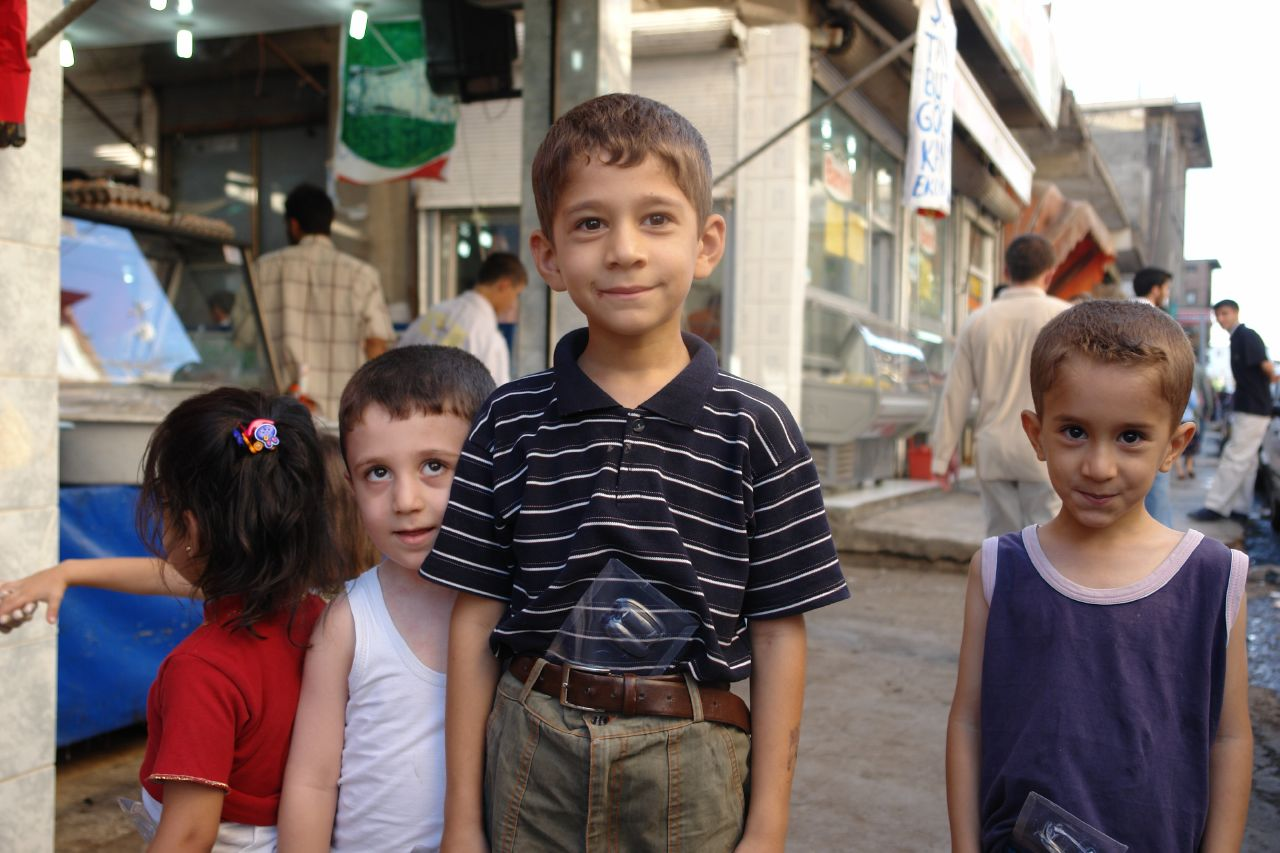
Kurdiska barn i Diyarbakır.

### Turkiet
I Turkiet bor det enligt kurdiska uppgifter 19 miljoner kurder. Statistik från år 2012 från den turkiska statistiska centralbyrån visar att det bor mer än 22 miljoner kurder i landet.  Enligt en oberoende uppskattning från 1991 låg siffran på 11 miljoner. Den högsta siffran gör gällande 25 miljoner.
De utgör hälften av alla kurder och 18–25 eller 30 procent av Turkiets befolkning. Om man även räknar med halvkurder, blir antalet avsevärt större, eftersom blandäktenskap är vanliga. Ismet Inönü, var halvkurd och den numera fängslade PKK-ledaren Abdullah Öcalan hävdar att han är halvturk.
Sedan det moderna Turkiets skapande efter första världskriget har Turkiets regering vidtagit politiska, språkpolitiska och militära åtgärder för att undertrycka den kurdiska folkgruppen.
Efter den turkiska revolutionen och Lausannefreden 1923 infördes i den nya staten Turkiet en stark centralmakt inriktad på ekonomisk modernisering och etnonationalistisk enighet. För kurderna innebar den etnonationalistiska politiken decennier av militariserad assimileringspolitik i form av deportationer, massakrer, förtryck, förbud att tala det kurdiska språket. Kurdiska barn tvingades gå i turkisktalande skolor. Den officiella benämningen av kurder blev bergsturkar och staten bytte ut namnen på de kurdiska städerna och byarna. De turkiska myndigheterna använde inte begreppet "kurder" officiellt förrän på 1990-talet.
PKK började 1984 bekämpa statsmakten militärt och kriget pågick fram till 1999, då PKK:s ledare Abdullah Öcalan sattes i fängelse. Som ett led i Turkiets strävan att bli medlem i EU började man från 1999 att förbättra situationen för landets minoriteter. Turkiets ställning som EU-kandidat väckte liv i debatten om kurders rättigheter. Bland den kurdiska befolkningen fanns starkt stöd för turkiskt medlemskap i EU, eftersom det förmodades leda till kulturell och politisk jämlikhet mellan kurder och etniska turkar. Under första delen av 2000-talet stärktes också kurdernas ställning steg för steg. Kurdernas existens som folkgrupp var redan i praktiken erkänd, nu blev det också möjligt att sända radio och TV på kurdiska, använda kurdiska språket offentligt i de flesta sammanhang, undervisa i kurdiska i skolorna. Sedan fredskontakter mellan staten och PKK kommit igång slopades 2013 förbudet för politiska partier att använda andra språk än turkiska i sin verksamhet.  Efter några år avstannade fredsprocessen, och den ”kurdiska öppningen” anses inte (2019) ha lett till varaktig förbättring av kurdernas läge i Turkiet.
Kurder är aktiva inom alla områden, både i Turkiet och i norra Kurdistan. Omkring 30 procent av ledamöterna i parlamentet är kurder och samma andel gäller även för toppledare i näringslivet. Tre av landets tidigare presidenter har varit av delvis kurdiskt ursprung. Omkring 10 miljoner kurder har flyttat från konfliktområdena i östra Turkiet till städerna i västra Turkiet. Undersökningar har visat att en majoritet av kurderna i Turkiet, 59 procent, år 2009 var emot en separation och en egen stat.

### Irak
Mellan 1970 och 1974 hade kurderna i norra Irak ett begränsat självstyre. Efter Kuwaitkriget 1991 proklamerade Förenta nationerna en skyddszon norr om den 36:e breddgraden. Vid det senaste Irakkriget 2003 kämpade kurdiska militära enheter tillsammans med USA och Alliansen. Efter kriget ökade det kurdiska politiska inflytandet i norra Irak och i hela landet.
Vid parlamentsvalet i Irak i januari 2005 fick Kurdistans demokratiska patriotiska allians 75 platser och partiets ledare, Jalal Talabani, blev Iraks president.

### Iran

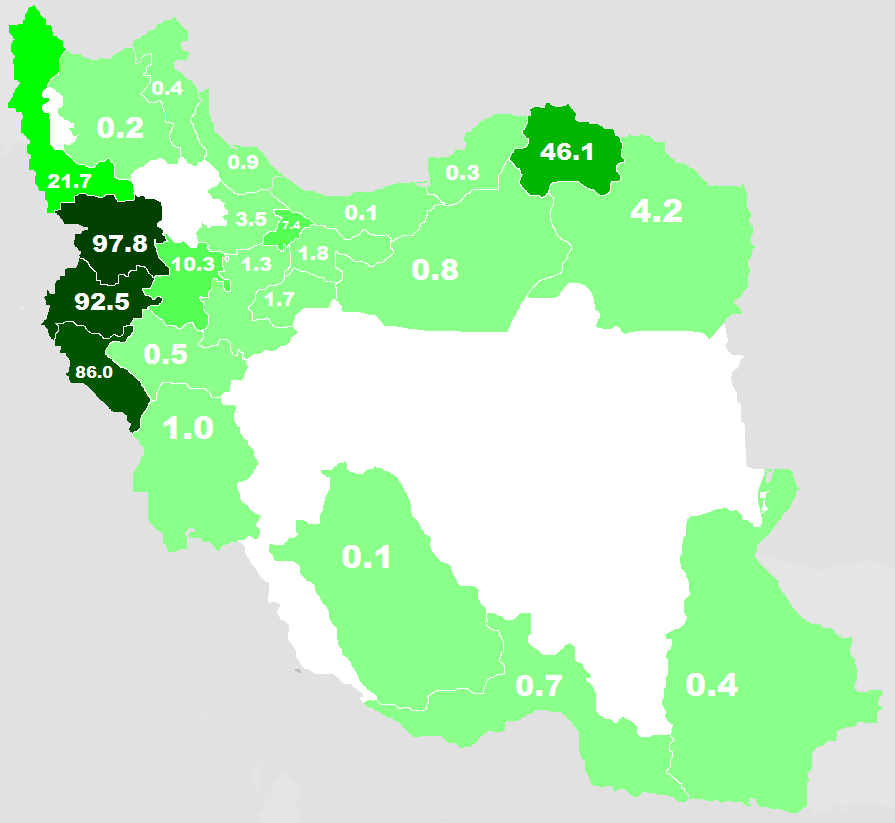
Distribution av den kurdiska befolkningen 2010 i Iran baserat på provinser

Den skillnad som finns mellan kurdernas situation i Iran och deras situationen i Turkiet och Irak har två förklaringar. Kurderna har gemensamma historiska rötter med perserna och det kurdiska språket är närbesläktat med persiska då bägge språken tillhör den iranska språkgruppen. Toleransen mot etniska minoriteter har varit lägre i Turkiet och Irak än i Iran.
Under första världskriget styrde den politiskt sett svaga qajardynastin i Iran. Den kurdiske stamhövdingen Simko Shihak, ökänd för sina massakrer på iranska kristna, lyckades 1920 skapa en kortvarig självständighet för sin stam i Urmia i nordvästra Iran. I februari 1921 blev Reza Khan krigsminister i samband med statskuppen i Persien 1921 och utropades 1925 till landets kung av Pahlavidynastin. Han lyckades framgångsrikt försvara Irans territoriella självständighet mot Simko och andra militanta stamledare.
Den 25 augusti 1941 ockuperades Iran av Sovjetunionen och Storbritannien. Den 16 augusti 1943 bildades den Kurdiska ungdomskommittén (Komala-i-Zhian-i-Kurd) i staden Mahabad med militärt och ideologiskt stöd av Sovjetunionen. Redan året före hade Moskva etablerat nära kontakt med lokala kurdiska stamhövdingar för att stärka sitt inflytande och säkra försörjningen av sina ockupationstrupper och den mest framträdande av dessa ledare var Qazi Muhammad.Komala stod både för kurdisk nationalism och för kommunistiska politik. Komala ombildades till ett politiskt parti, Kurdiska demokratiska partiet i Iran (KDPI), med Qazi Muhammad som ledare. 
Den 15 december 1945 utropade Qazi Muhammed och hans anhängare Republiken Mahabad vilket utlöste Irankrisen 1946. Efter framgångsrik diplomati från Irans premiärminister Ahmed Qavam drog Sovjetunionen i december 1946 tillbaka sina trupper. Iran återtog ockuperat territorium och både Folkrepubliken Azarbaijan och Mahabadrepubliken föll snabbt. Den 31 mars 1947 hängdes Qazi Muhammed för landsförräderi. 
1949 mildrades det politiska klimatet i Iran sedan den nationalistiske politikern Mohammad Mosaddegh utsetts till premiärminister och förstatligade den iranska petroleumindustrin. I augusti 1953 avsattes Mossadeq genom en statskupp, känd som statskuppen i Iran 1953, vilken initierades av USA och Storbritannien. Efter kuppen stärkte shahen Mohammad Reza Pahlavi sin konstitutionella makt i landet. Den kurdiska traditionella eliten integrerades i statsapparaten och vissa fick höga politiska poster.
Under slutet av 1970-talet skedde ett uppror i Iran, under ledning av militanta islamister och kommunister, vilket utmynnade i den iranska revolutionen 1979. Många kurder stödde upproret, trots att de flesta kurder är sunni, medan andra iranska minoriteter är shia. Förväntningarna var höga, men ayatollah Khomeini gjorde snart klart att en kurdisk autonomi skulle vara helt oacceptabel, då den stred mot idén om islams umma. 
Politiska partier är inte tillåtna i Iran, men den Islamiska Republiken Irans konstitution tillförsäkrade etniska minoriteter rätten till kulturell autonomi och undervisning på sina modersmål. Vid regimskiftet uppstod ett politiskt vakuum och lokala politiker tog liksom på andra platser i landet kortvarig kontroll över vissa kurdiska områden. På våren 1979 utbröt strider mellan kurdiska milisgrupper och iransk militär vilket ledde till att centralregeringen kunde återta kontrollen.
Sedan kriget mellan Iran och Irak hade brutit ut i september 1980 inkallades kurder på båda sidor i striderna. På grund av den militära uppladdningen, kunde Iran 1982 inleda en offensiv mot den opposition som regimen betraktades som antirevolutionärer (zedd-e enqelâb).
I Iran är kurdiska ett tillåtet språk och musik på kurdiska sänds i iransk statlig tv och radio. Kurdiska barn har kurdiska som hemspråk i grundskolan. Kurdiska och kurdisk realia undervisas även på iranska universitet, däribland Kordestan University i Sanandaj, sedan 2015.

### Syrien
Kurder utgör 9% av Syriens befolkning, totalt omkring 1,6 miljoner. Det gör dem till den största etniska minoriteten i landet. De flesta lever i Hasakaprovinsen i östra Syrien, men det bor även kurder längs norra gränsen mot Turkiet och i Aleppo, Damaskus och andra större städer. Befolkningen i Syrien kan vara en underskattad siffra, det finns uppgifter på 2,3 miljoner kurder i Syrien.
Före 1962 fanns det endast ett fåtal beduin-stammar i dessa kurdiska områden. På grund av jordreformen 1962, flyttades beduin-araber till de kurdiskt dominerade områdena. Intill varje kurdisk by inrättades en arabisk by – på så sätt försökte centralregimen att arabisera demografin.
Efter konflikterna i Turkiet på 1900-talet flydde många assyrier/syrianer till Syrien. Men medan syrianerna lyckades att integreras i det arabiska landet, så försökte kurderna att ta makten i al-Hasaka och bryta loss hela provinsen från Syrien. Det medförde att regeringen 1962 drog in medborgarskapet för den femtedel av den kurdiska befolkningen, som sades komma från Turkiet. De och deras ättlingar är än idag statslösa och i princip fångna i detta område, berövade alla sociala rättigheter i strid med internationell lag. Delvis för att undvika ytterligare demonstrationer och oro att sprida sig i landet, lovade den syriska regeringen i mars 2011, att tackla detta problem och bevilja dessa cirka 300,000 kurder som förnekats detta, syriskt medborgarskap.

### Europa
Kurdiska institutet i Paris bedriver forskning om kurderna och deras kultur. Kurderna är sedan 1980-talet en stor invandrargrupp framför allt i Tyskland. Det är främst kurder från Turkiet som bor i Europa, men på senare tid har allt fler kurder kommit även från norra Irak och från Iran.

#### Sverige
Se kurder i Sverige

#### Tyskland
Se kurder i Tyskland

## Viktiga personer i kurdiskt kulturliv
- Ehmedê Xanî (1651–1707) - den mest kända kurdiska poeten och filosofen genom tiderna som skrev nationaleposet Mem û Zin.
- Șivan Perwer - kurdisk artist som ses som nationalsymbol och förebild av många kurder.
- Bahman Ghobadi - känd kurdisk filmregissör bosatt i östra Kurdistan.
- Cigerxwîn (1903–1984) - en kurdisk författare.
- Mehmed Uzun - författare från norra Kurdistan.
- Ayşe Şan - en legendarisk kvinnlig sångare.